# Meiolania
Meiolania var ett släkte av sköldpaddsliknande kräldjur som levde under slutet av krita. Fossil av Meiolania har påträffats i Queensland, på Nya Kaledonien och Lord Howeön.
Arterna i Meiolania kunde bli 2,5 meter långa. De hade stora taggar som stack ut på huvudet, och svansen täcktes av vassa ringar och hade en spetsig klubba längst ut.